# Kabinett Geiler
Das Kabinett Geiler bildete vom 12. Oktober 1945 bis 7. Januar 1947 die Landesregierung von Hessen (damals noch unter der provisorischen Bezeichnung Groß-Hessen). Es wurde von der amerikanischen Besatzungsmacht eingesetzt.

## Kabinett
| Amt | Name                                                     | Partei    | Partei    | Staatssekretäre                                                                                               |
| --- | -------------------------------------------------------- | --------- | --------- | --- |
| Ministerpräsident | Karl Geiler                                              |           | parteilos | Hugo Swart (bis 3. Juli 1946, Chef der Staatskanzlei) Hermann Brill (ab 4. Juli 1946, Chef der Staatskanzlei) |
| Stellvertreter des Ministerpräsidenten                                                                                                | Werner Hilpert (ab 1. November 1945)                     |           | CDU       | |
| Inneres | Hans Venedey (bis 7. August 1946)                        |           | SPD       | Karl Rost (bis 30. Juni 1946) Valentin Heckert (ab 30. Juni 1946)                                             |
| Inneres | Heinrich Zinnkann (ab 7. August 1946)                    |           | SPD       | Karl Rost (bis 30. Juni 1946) Valentin Heckert (ab 30. Juni 1946)                                             |
| Finanzen | Wilhelm Mattes (bis 7. November 1946)                    |           | parteilos | Robert Philipp Nöll von der Nahmer (bis 7. November 1946)                                                     |
| Finanzen | Robert Philipp Nöll von der Nahmer (ab 7. November 1946) | vakant    | parteilos | |
| Justiz | Robert Fritz (bis 1. November 1945)                      | parteilos | vakant    | |
| Justiz | Georg-August Zinn (ab 1. November 1945)                  |           | SPD       | Karl Canter (ab 1. November 1946)                                                                             |
| Arbeit (bis 1. November 1946) Arbeit und Wohlfahrt (ab 1. November 1946)                                                              | Oskar Müller                                             |           | KPD       | Josef Arndgen (ab 1. November 1946)                                                                           |
| Wirtschaft und Verkehr | Rudolf Mueller (1. November 1945–1. Oktober 1946)        |           | LDP       | Ludwig Keil (ab 1. November 1945)                                                                             |
| Wirtschaft und Verkehr | Werner Hilpert (ab 1. Oktober 1946)                      |           | CDU       | Ludwig Keil (ab 1. November 1945)                                                                             |
| Ernährung und Landwirtschaft | Georg Häring (ab 1. November 1945)                       |           | SPD       | Otto Eisinger (ab 1. November 1945)                                                                           |
| Kultus | Franz Böhm (1. November 1945–19. April 1946)             |           | parteilos | Karl Friedrich (1. November 1945–16. Februar 1946) Willi Viehweg (ab 24. Juni 1946)                           |
| Kultus | Franz Schramm (ab 19. April 1946)                        |           | CDU       | Karl Friedrich (1. November 1945–16. Februar 1946) Willi Viehweg (ab 24. Juni 1946)                           |
| Wiederaufbau und Politische Bereinigung (1. November 1945–16. August 1946) Wiederaufbau und politische Befreiung (ab 16. August 1946) | Gottlob Binder (ab 1. November 1945)                     |           | SPD       | Karl Heinrich Knappstein (ab 1. November 1945)                                                                |
| Ohne Ressort (ab 1. November 1945) | Werner Hilpert                                           |           | CDU       | — |